# Le Magnoray
Le Magnoray ist eine Gemeinde im französischen Département Haute-Saône in der Region Bourgogne-Franche-Comté.

## Geographie
Le Magnoray liegt auf einer Höhe von 339 m über dem Meeresspiegel, etwa elf Kilometer südsüdwestlich von Vesoul (Luftlinie). Das Dorf erstreckt sich im zentralen Teil des Departements, in einer Mulde am Südfuß des Bois du Chanois, in der hügeligen Landschaft, die sich zwischen den Flusstälern von Saône im Nordwesten und Ognon im Süden ausdehnt.
Die Fläche des 3,55 km² großen Gemeindegebiets umfasst einen Abschnitt im Bereich Hügellandschaft östlich des Saônebeckens. Der zentrale Teil des Gebietes wird von einer Mulde eingenommen, die durchschnittlich auf 340 m liegt. Sie wird überwiegend landwirtschaftlich genutzt, doch gibt es auch größere Waldflächen. Flankiert wird die Mulde im Westen von den Höhen des Grand Bois de Mailley, auf denen mit 440 m die höchste Erhebung von Le Magnoray erreicht wird. Nördlich des Dorfes reicht der Gemeindeboden auf die Kuppe des Bois du Chanois (bis 420 m), während die östliche Abgrenzung durch den Bois de la Bouloie markiert wird. Das Gebiet besteht aus einer Wechsellagerung von sandig-mergeligen und kalkigen Schichten der mittleren Jurazeit. Auf dem gesamten Gemeindegebiet gibt es keine nennenswerten oberirdischen Fließgewässer, weil das Niederschlagswasser im verkarsteten Untergrund versickert.
Nachbargemeinden von Le Magnoray sind Velleguindry-et-Levrecey im Norden, Échenoz-le-Sec im Osten, Pennesières im Süden sowie Mailley-et-Chazelot im Westen.

## Geschichte
Das Gemeindegebiet war schon während des Neolithikums besiedelt. Im Mittelalter gehörte Le Magnoray zur Freigrafschaft Burgund und darin zum Gebiet des Bailliage d’Amont. Die lokale Herrschaft hatten die Herren von Échenoz-le-Sec inne. Zusammen mit der Franche-Comté gelangte das Dorf mit dem Frieden von Nimwegen 1678 definitiv an Frankreich. Heute ist Le Magnoray Mitglied des sechs Ortschaften umfassenden Gemeindeverbandes Communauté de communes du Chanois. Das Dorf gehört zur Pfarrgemeinde Échenoz-le-Sec; es besitzt keine eigene Kirche.

## Bevölkerung
| Jahr                       | 1962 | 1968 | 1975 | 1982 | 1990 | 1999 | 2006 |
| Einwohner                  | 36   | 30   | 24   | 61   | 94   | 91   | 102  |
| Quellen: Cassini und INSEE |      |      |      |      |      |      |      |

Mit 87 Einwohnern (1. Januar 2022) gehört Le Magnoray zu den kleinen Gemeinden des Département Haute-Saône. Nachdem die Einwohnerzahl in der ersten Hälfte des 20. Jahrhunderts deutlich abgenommen hatte (1886 wurden noch 107 Personen gezählt), wurde seit Mitte der 1970er Jahre wieder ein Bevölkerungswachstum verzeichnet.

## Wirtschaft und Infrastruktur
Le Magnoray ist noch heute ein vorwiegend durch die Landwirtschaft (Ackerbau, Obstbau und Viehzucht) und die Forstwirtschaft geprägtes Dorf. Außerhalb des primären Sektors gibt es nur wenige Arbeitsplätze im Ort. Viele Erwerbstätige sind deshalb Wegpendler, die in den größeren Ortschaften der Agglomeration Vesoul ihrer Arbeit nachgehen.
Die Ortschaft liegt abseits der größeren Durchgangsachsen. Die Hauptzufahrt erfolgt von der N57 (Vesoul – Besançon) über Échenoz-le-Sec. Eine weitere Straßenverbindung besteht mit Mailley.